# Maor Tiyouri
Maor Tiyouri (en hebreu: מאור טיורי) (Kfar Saba, Israel, 13 d'agost de 1990) és una corredora de llarga distància israeliana, campiona i plusmarquista nacional d'Israel en 5.000 metres.
Va estudiar a la Universitat de San Francisco i participà en els seus equips d'atletisme. Va aconseguir la medalla de plata en els 1.500 metres en els Jocs Macabeus de 2009 i en el 3000 metres en els de 2013. En els Jocs Europeus de 2015, quan va aconseguir la segona posició en els 1500 m. (millor marca personal amb 4:26.86) i 3000 m. (millor marca personal amb 9:32.11) i va ajudar Israel a guanyar la medalla de bronze. El 29 de maig de 2016, la primera vegada que corria una marató, va acabar la Marató d'Ottawa amb un temps de 2:42:20 hores i en setena posició. Gràcies a aquest resultat participarà, representant a Israel, en els Jocs Olímpics de 2016.

## Millors marques personals
| Prova             | Temps    | Lloc de celebració      | Data                   |
| ----------------- | -------- | ----------------------- | ---------------------- |
| 800 m             | 2:19.69  | Tel-Aviv Israel         | 01.07.2010             |
| 1000 m            | 2:58.67  | Liège Bèlgica           | 13.07.2010             |
| 1500 m            | 4:26.86  | Bakú Azerbaidjan        | 22.06.2015             |
| Milla             | 5:04.66  | Longmont Estats Units   | 13.05.2016             |
| Milla p.c.        | 5:17.22  | Boulder Estats Units    | 16.01.2015             |
| 3000 m            | 9:32.11  | Bakú Azerbaidjan        | 21 de juliol de 2015   |
| 3000 m p.c.       | 9:40.30  | Lincoln Estats Units    | 6 de febrer de 2016    |
| 5000 m            | 16:08.83 | Walnut Estats Units     | 17 d'abril de 2015     |
| 10.000 m          | 34:09.59 | Sacramento Estats Units | 6 de desembre de 2015  |
| Milla en Ruta     | 5:02.0h  | Boulder Estats Units    | 12 d'agost de 2015     |
| 10 km en Ruta     | 35:04    | Boston Estats Units     | 12 d'octubre de 2015   |
| 10 Milles en Ruta | 57:35    | Pittsburgh Estats Units | 25 d'octubre de 2015   |
| Mitja Marató      | 1:15:24  | San José Estats Units   | 27 de setembre de 2015 |
| Marató            | 2:42:22  | Ottawa Canadà           | 29 de maig de 2016     |